# Florence Brunet (interprète acadienne)
 (mars 2025).
Florence Brunet (née le 29 septembre 1994) est une comédienne acadienne originaire de Île-du-Prince-Édouard et établie à Moncton, au Nouveau-Brunswick. Elle travaille dans plusieurs domaines artistiques, dont le théâtre, la télévision, les balados et les courts-métrages.

## Parcours et formation
Florence Brunet amorce son parcours en interprétation au Département d'art dramatique de l’Université de Moncton, où elle explore le jeu scénique sous la direction de Marcia Babineau et René Poirier, l'improvisation sous André Roy et Mathieu Chouinard, et le mouvement sous Chantal Cadieux. Elle enrichit ensuite sa pratique par des formations auprès de compagnies reconnues comme le Théâtre du Soleil, Satellite Théâtre et l’école du Théâtre Omnibus, développant une approche du jeu ancrée dans le mouvement, la gestuelle et l’exploration corporelle.

## Carrière et engagement artistique
Florence Brunet a travaillé avec plusieurs compagnies de théâtre reconnues en Acadie. Chez Satellite Théâtre, elle a participé à diverses productions, notamment Bouée et Overlap de Céleste Godin, «T», Les limites du bruit possible, et Pépins, un parcours de petites détresses de Caroline Bélisle. Au Théâtre l’Escaouette, elle a joué dans Les Remugles ou la danse nuptiale est une langue morte de Caroline Bélisle, Tsunami de Mélanie Léger et Winslow d’Herménégilde Chiasson. Avec le Théâtre populaire d’Acadie, elle a tenu des rôles dans Dîner pour deux de Caroline Bélisle et Belles-Sœurs de Michel Tremblay. Au Pays de la Sagouine, elle a interprété le personnage de Crache-à-Pic sur l’Île-aux-Puces ainsi que Nounours dans la programmation jeunesse.
À la télévision, elle fait partie de la distribution des séries Garde-Partagée et Conséquences, et au cinéma, elle joue dans le long-métrage Pour mieux t’aimer de Gilles Doiron et Denise Bouchard. Elle a également participé à plus d’une douzaine de courts-métrages[réf. nécessaire].
Florence Brunet prête sa voix à différents projets audio, dont les balados Dîner pour deux (Théâtre populaire d’Acadie, 2021), Murs (Transistor Média, 2022), Tsunami (Théâtrophone) et L’Arrière Scène (2024). Elle prend part au développement de nouvelles voix dramaturgiques en Acadie en mettant en lecture des textes inédits dans le cadre du Festival à Haute Voix.

## Distinctions
- Prix Gémeaux
  - 2023 - Nomination - Meilleure interprétation: humour[10]
- Prix Éloizes
  - 2022 - Lauréate - Découverte de l'année[11]